# هيدروفلوروكربون

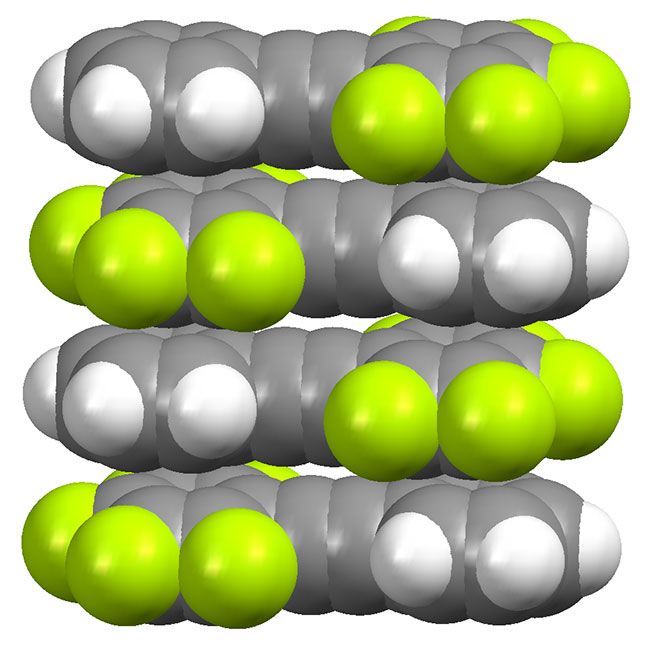

مركبات هيدروفلوروكربون (يرمز لها اختصاراً HFCs) هي مركبات عضوية تحوي بالإضافة إلى الكربون على عنصري الهيدروجين والفلور؛ وتعد أكثر أنواع مركبات الفلور العضوية شيوعاً.
تستخدم هذه المركبات بكثرة في تكييف الهواء وفي تركيب المواد المثلجة وذلك بدلاً من مركبات كلوروفلوروكربون (مثل ثنائي كلورو ثنائي فلورو الميثان R-12) ومركبات هيدروكلوروفلوروكربون (مثل ثنائي كلوروفلورو الميثان R-21). على الرغم من أن مركبات هيدروفلوروكربون لا تسبب نضوب طبقة الأوزون مثلما تفعل مركبات كلوروفلوروكربون أو هيدروكلوروفلوروكربون، إلا أنها تساهم في الاحترار العالمي، ولكن على العكس من الغازات الدفيئة الأخرى التي جرى التداول بشانها في اتفاق باريس للمناخ، إلا أن مركبات هيدروفلوروكربون جرى النقاش حولها في مفاوضات دولية أخرى. وفي أكتوبر سنة 2016 جرى التوقيع في مدينة كيغالي عاصمة رواندا أثناء مؤتمر برنامج الأمم المتحدة للبيئة على اتفاقية دولية عدت تعديلاً لبروتوكول مونتريال بهدف التخلص من مركبات هيدروفلوروكربون.